# Rugby 08

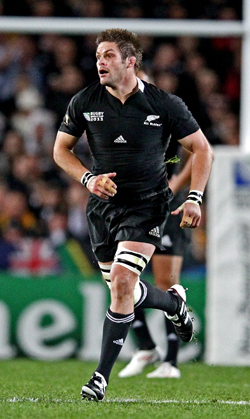
Richie McCaw fue la imagen de portada a nivel mundial.

Rugby 08 es el videojuego oficial de la Copa Mundial de Rugby de 2007, disputada en Francia. Es el 5.º y último de la serie Rugby de Electronic Arts, fue desarrollado por HB Studios y publicado por EA Sports para las plataformas de PC y PlayStation 2.

## Portadas
Hubo regiones estratégicas que tuvieron una portada diferente, para el resto se usó a Richie McCaw.
- Australia: Stirling Mortlock.
- Francia: Yannick Nyanga.
- Irlanda: Brian O'Driscoll y Ronan O'Gara.
- Italia: Mauro Bergamasco y Mirco Bergamasco.
- Reino Unido: Mark Cueto.
- Sudáfrica: André Pretorius, Bryan Habana y Schalk Burger.

## Competiciones
El antiguo Torneo de las Tres Naciones y el Torneo de las Seis Naciones están licenciados. Mientras que a nivel de clubes pueden disputarse las ligas Premiership Rugby, Pro14, Super Rugby y Top 14, pero ninguna está licenciada y solo algunos equipos lo están.

## Selecciones nacionales
Las siguientes están licenciadas: Argentina, Australia, Canadá, Escocia, Estados Unidos, Francia, Gales, Inglaterra, Irlanda, Italia, Nueva Zelanda y Sudáfrica.
 Argentina
 Australia
 Canadá
 Escocia
 España
 Estados Unidos
 Fiji
 Francia
 Gales
 Georgia
 Inglaterra
 Irlanda
 Italia
 Japón
 Namibia
 Nueva Zelanda
 Portugal
 Rumanía
 Rusia
 Samoa
 Sudáfrica
 Tonga
 Uruguay

### Jugadores estrella
Solo hubo una novedad respecto a los jugadores de impacto (o con estrella) de la edición anterior:
- Agustín Pichot
- Matt Giteau, George Gregan, Stephen Larkham, Chris Latham (nuevo), Lote Tuqiri
- Christophe Dominici, Yannick Jauzion y Yannick Nyanga
- Gavin Henson y Shane Williams
- Lawrence Dallaglio, Josh Lewsey, Jason Robinson y Jonny Wilkinson
- Brian O'Driscoll y Ronan O'Gara
- Dan Carter, Jerry Collins, Richie McCaw, Joe Rokocoko, Carlos Spencer y Tana Umaga
- Schalk Burger, Bryan Habana y Percy Montgomery

## Banda sonora
Los comentaristas fueron Grant Fox e Ian Robertson.
- Deep Insight - Rhythm of the Beat
- Expatriate - The Spaces Between
- Howling Bells - Low Happening
- HushPuppies - Pale Blue Eyes
- Malajube - Fille à Plumes
- Moke - This Plan
- Quit Your Day Job - Freaks Are Out
- Snowden - Anti-Anti
- The Bang - Benny Butler
- The Temper Trap - Sirens
- Tokyo Police Club - Nature of the Experiment
- We Are Wolves - T.R.O.U.B.L.E